# Horgenzell

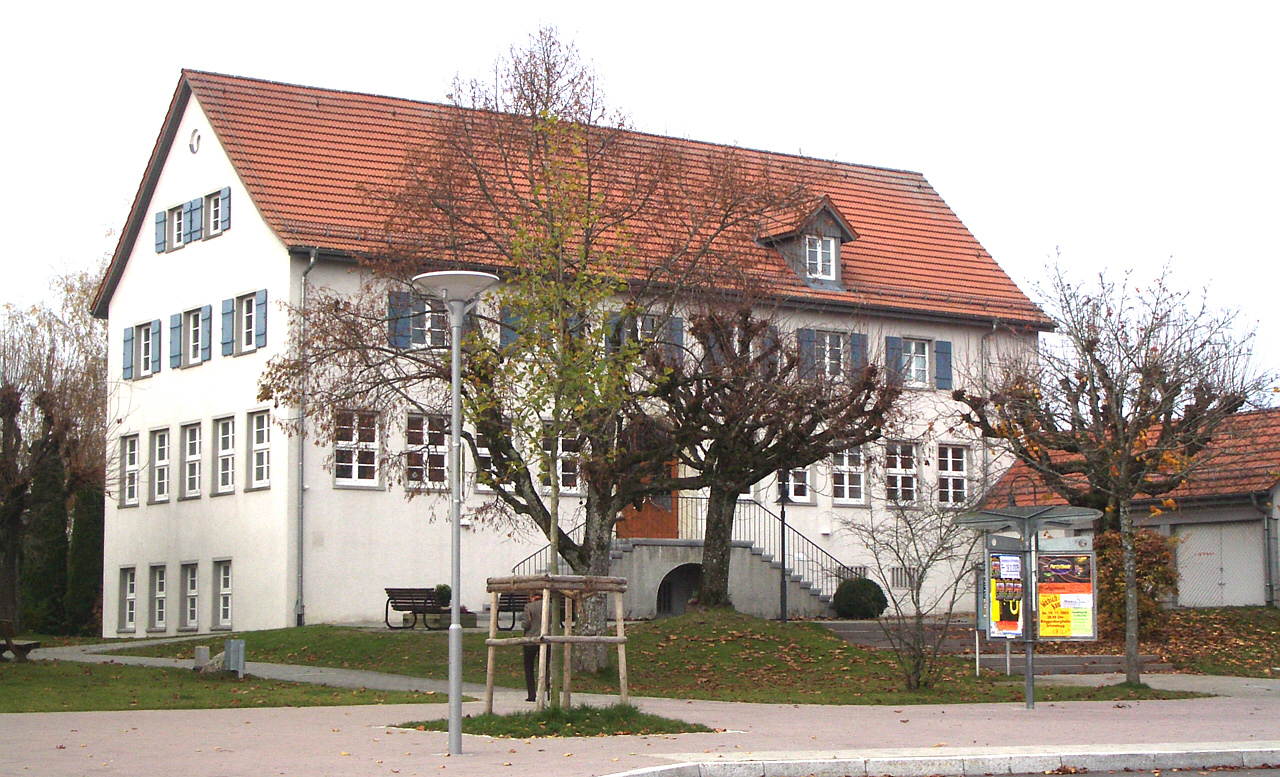
Tòa thị chính

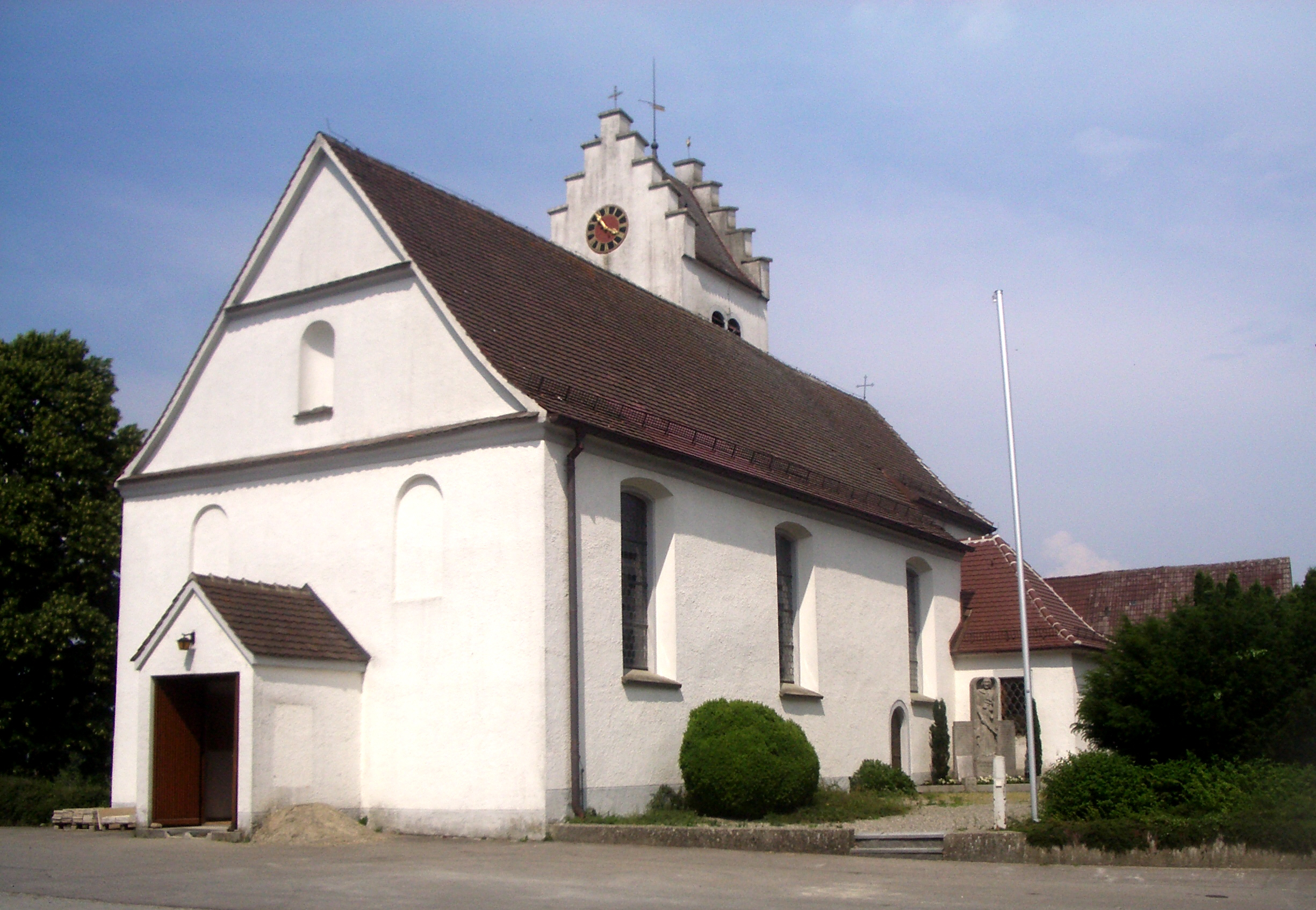
Nhà thờ Saint Ursula

Horgenzell là một xã ở huyện Ravensburg ở bang Baden-Württemberg thuộc nước Đức. Đô thị này có diện tích 56,17 km², dân số thời điểm 31 tháng 12 năm 2020 là 5452 người. Horgenzell được đặt tên lần đầu vào năm 1094. Năm 1972, các làng Hasenweiler, Kappel, Wolketsweiler và Zogenweiler được nhập vào Horgenzell.